# 에스터 윌리엄스
에스터 제인 윌리엄스(영어: Esther Jane Williams, 1921년 8월 8일~2013년 6월 6일)는 미국의 수영 선수이자 배우이다.

## 경력
윌리엄스는 10대 후반에 지역대표팀에 활동하며 다수의 국내 수영 기록을 세웠다. 1940년 하계 올림픽에 참가할 미국 국가대표로 발탁되었으나 제2차 세계대전으로 인해 대회 개최 취소로 올림픽 출전이 무산되자 〈빌리 로즈의 수상쇼〉에 참가하였다. 공연이 뉴욕에서 샌프란시스코로 옮겨가자 공석이 된 엘리너 홈의 자리를 대신하였으며, 이 기간 동안 수영 금메달리스트인 조니 와이즈뮬러와 함께 지냈다. 이후 메트로 골드윈 메이어에 영입되어 《앤디 하디》에서 미키 루니와 호흡을 맞추었으며, 이후 《조라는 이름의 사나이》에서 밴 존슨과 함께 호흡을 맞추었다. 이후 1940년대에서 1950년대까지 싱크로나이즈드 스위밍과 다이빙을 바탕으로 만들어진 여러 수중 뮤지컬 영화에 출연하였다.
1945년부터 1949년까지 그 해 최고의 흥행작 20개 중 최소 1개에 윌리엄스가 출연했던 영화가 포함되었으며, 1952년 《백만달러 인어》에 아네트 켈러먼 역으로 출연하였다. 1956년 메트로 골드윈 메이어를 떠나 일반 역할을 맡아 영화 출연을 했지만 그다지 성공을 거두지 못했으며, 1962년 은퇴를 선언하였다. 은퇴 이후에는 사업가로 변신해 자신의 이름을 딴 수영복을 출시했으며, 아동을 위한 수영 레슨 비디오를 냈다. 로스앤젤레스에서 열린 1984년 하계 올림픽 당시에는 싱크로나이즈드 스위밍의 방송 중계 공동사회를 맡기도 했다.
2013년 6월 6일 캘리포니아주 로스앤젤레스의 자택에서 잠을 자던 도중 세상을 떠났다.